# Messaadine
Messaadine ou Messaâdine (arabe : المسعدين) est une ville du Sahel tunisien. Elle est située à quatre kilomètres au nord-est de M'saken et à sept kilomètres au sud-ouest de Sousse, le long de la RN1 reliant Sousse à M'saken.
Rattachée administrativement à la délégation de M'saken, elle constitue une municipalité de 12 916 habitants en 2014.

## Histoire
La dénomination Messaadine serait le fait de Abi-Said, un Arabe abadhite qui a vécu au XIIIe siècle de l'hégire, mais la date de naissance de cette ville n'a pas pu être déterminée avec exactitude. Il y a longtemps, ce lieu ne comptait que très peu de logements, entourés principalement d'une grande oliveraie. Des populations seraient venues de Kairouan, Essouassi, ainsi que du Maroc, du Hedjaz et de Libye[réf. nécessaire]. Les habitants sont principalement des agriculteurs, mais il existe aussi des activités commerciales ; ils ont par ailleurs toujours eu un intérêt pour l'éducation (lecture et apprentissage du Coran) et les œuvres de bienfaisance. En ce sens, le nom de la ville, المسعدين soit « ceux qui aident », viendrait du fait que les habitants étaient historiquement réputés pour leur hospitalité envers les voyageurs[réf. nécessaire].

## Économie
Messaadine voit son économie s'appuyer sur son industrie textile en raison des usines de confection qui s'y trouvent et dont le produit est principalement destiné à l'exportation. Ce secteur fournit de nombreux postes de travail attirant des habitants d'autres villages qui s'installent pour y travailler en tant qu'ouvriers et ouvrières, ce qui contribue au développement des domaines de la location et du commerce à Messaadine. On y trouve également une industrie des câblages automobiles. Le secteur industriel de la ville repose principalement sur les investissements privés.

## Culture
Sur le plan éducatif, au vu du nombre réduit d'habitants, Messaadine n'abrite que peu d'établissements : deux écoles primaires et un seul collège (école préparatoire).
Chaque année, un festival y est organisé pendant l'été, entre les mois de juillet et août, et invite des artistes nationaux.

## Sport
Messaadine est connue sur le plan sportif grâce à son équipe féminine de rugby, le Club sportif de Messaadine, qui a été titrée à plusieurs occasions.